# Allmänna konst- och industriutställningen
Stockholmsutstillingen 1897 (Allmänna konst- och industriutställningen) på Djurgården i 1897 var en storslået udstilling som skulle vise hvad svensk og norsk industri kunne byde på.
Udstillingen varede fra 15. maj til 3. oktober og kom i stand på initiativ af daværende kronprins Gustaf, senere Gustaf 5. i anledning af Oscar 2.s 25-årsjubilæum som regent.
Udstillingen var den fjerde i en serie af skandinaviske kunst- og industriudstillinger som tidligere var blevet holdt i Stockholm i 1866 og i København i 1872 og 1888.
Ved indvielsen 15. maj deltog Oscar 2. og kongens ankomst til udstillingen blev indspillet på film. Også kongens indvielsestale blev foreviget indlæsning på fonograf, imidlertid ikke af ham selv men af en skuespiller som havde en stemme der lignede.

## Arkitektur
Over hundrede spektakulære bygninger og pavilloner blev opført og i løbet af sommermånederne blev de fyldt med udstillingsgenstande fra 3.722 udstillere. Ansvarlig arkitekt var Ferdinand Boberg. Ved denne udstilling blev også de første filmbilleder i Sverige vist frem; filmen viste Oscar 2.s ankomst til udstillingen.
Ferdinand Boberg og Fredrik Lilljekvist havde tegnet den store udstillingshal med kuppel og fire minareter. Bygningen som var forbundet med brygger til «kronen» var et provisorisk byggeri og blev nedrevet kort efter udstillingen. I de to forreste minareter var der elevatorer som tog de besøgende op til en udsigtsplatform. Bygningen var næsten 100 meter høj og opført i træ.
Åbningsdagen var den 15. maj og efter ca. 4 måneder, søndag den 3. oktober lukkede den og de fleste bygninger blev demonteret.

## Beskrivelse af området
Udstillingsområdet omfattet den vestlige del af Djurgården (Lejonslätten, dansk: Løvesletten). Man ankom lettest via Djurgårdsbron som var nyrenoveret til anledningen, eller via den enklere provisoriske træbro ved siden af.
På åbningsdagen kostet en billet 10 kroner, men senere sænkede man prisen til mellem 1,50 og 2 kroner. Straks man kom ind på området lå Stockholm bys pavillon på venstre side, bygget i en slags nybarok. Det var den pavillon kritikerne satte mest pris på da den gav en pædagogisk fremstilling af Stockholms udvikling gennem de seneste år på. Ved hjælp af statistiske hjælpemidler som diagrammer og tredimensionale stereogrammer viste man byens øgende befolkning, mindskede antal sygdomstilfælde samt kriminalitet.
Blandt mange attraktioner fandtes fremvisninger af «lefvande bilder». Det foregik i et lokale som lå i miniaturebyen Gamla Stockholm og kan ses som byens første biograf. Specielt interessant var et aktuelt programindslag fra udstillingens indvielse med Oscar 2.; hændelsen blev vist på Stockholms slot samme dag.
Langs vandet fandtes en fiskeripavillon, en eventyrgrotte og ikke mindst en kulisseby som forestillede «Gamla Stockholm» i skala 1:2 (halv størrelse). Den var en forenklet miniaturekopi af 1500-tallets Stockholm i træ og gips. At have historiske miljøer var et populært indslag på verdensudstillinger og havde forekommet både i Paris og Berlin.
Det var i «Gamla Stockholm» man fremviste de nye visuelle sensationer; kinematografen og røntgenstrålerne.
Midt på området stod Ferdinand Bobergs store industrihal. Indvendig udbød det industrialiserede samfund sine varer med en overdådig markedsføring. Boberg var også ansvarlig for kunsthallen som blev opført og hvor et stort udvalg af svenske og internationale kunstnere udstillede. Leder for kunstsektionen var prins Eugen.
Ud over disse store attraktioner fandtes blandt meget andet en maskinhal, og Liljeholmens pavillon i form af et kæmpestort stearinlys og meget mere.

## Ljungbergshallen
Ljungbergshallen, også kaldt Bobergshallen, var en af de mest spektakulære bygninger på udstillingsområdet og var ca. 10.000 kvadratmeter stor. Forbillederne var Eiffeltårnet og det engelske The Crystal Palace. Stålskelettet var udført i jugendstil og væggene bestod af et kanvaslignende materiale. Der slap ind lys og man kunne udefra ane hvad som skete indenfor de malte vægge, rosa udenpå og blå på indersiden.
Bygningen var tegnet af Fredrik Boberg og konstrueret af Fritz Söderberg. Stålet kom fra Domnarvets Jernverk og ble solgt til messen gennem disponent Erik Johan Ljungberg for 250.000 kroner, men Ljungberg købte senere hallen tilbage for 61.000 kroner. Hallen blev demonteret, solgt til Stora Kopparberg og fragtet med tog til Borlänge og sat op ved de første papirmaskiner ved Kvarnsvedens papirfabrik.

## Spor efter udstillingen
Af alle pavillonerne findes nogle få stadig. En del blev solgt til velstående stockholmere med sommerhus. En udstillingskiosk tegnet af Ferdinand Boberg havnede for eksempel som kolonihytte i Eriksdalslunden. Tilbage på Djurgården findes Skånska gruvan af arkitekt Gustaf Wickman, Biologiska museet, Villa Lusthusporten, caféen Ekorren, Jägarhyddan og Nordiska museet som ikke var helt færdig til udstillingen.

## Udgravninger
Sommeren 2008 blev der foretaget arkæologiske udgravninger på den lille kunstige holm som blev anlagt i forbindelse med udstillingen i 1897. Her fandtes en rekonstruktion af Helgeandsholmen i Stockholm i 1500-tallet. Udgravningerne blev udført af Historiska museet.

## Billedgalleri
- Maskinhallen
- Ballonbillede af Oscar Halldin
- Udstillingsområdet
- Ljungberghallen
- Lokomotivhallen
- Hallen med sejlbåde
- Film, kongens ankomst
- Porcelænsplatte fra udstillingen
- Porcelænsplatte fra udstillingen

- Fler historiske billeder findes på Stockholms stadsmuseums websted "Stockholmskällan" Arkiveret 8. marts 2011 hos  Wayback Machine

## Eksterne kilder og henvisninger
1. ↑  Ordbok för tidningsläsare (1903)

- Wikimedia Commons har flere filer relateret til Allmänna konst- och industriutställningen
- Stockholmskällan (Webside ikke længere tilgængelig)
- Människor kring en verkstad - Stockholm 1897
- Bobergs utställningshall rivningshotad Arkiveret 18. april 2013 hos  hos Archive.is
- Originalplakat av Vicke Andrén
- I spåren av stockholmsutställningen
- Historiske bilder på Stockholms stadsmuseets "Stockholmskällan" Arkiveret 8. marts 2011 hos  Wayback Machine

59°19′38″N 18°05′52″Ø / 59.32722°N 18.09778°Ø